# Вестмінстерський коледж Фултона
Вестмінстерський коледж — приватний навчальний заклад, розташований у місті Фултон, Міссурі, США. Заклад заснували пресвітеріани у 1849 році під назвою Фултон коледж, отримав свою сучасну назву у 1851 році.
У кампусі університету розміщено Національний музей та бібліотека Черчилля .